# Thaiderces yangcong
Thaiderces yangcong es una especie de araña del género Thaiderces, familia Psilodercidae. Fue descrita científicamente por Li & Chang en 2019.
Habita en Indonesia (Sumatra). El macho holotipo mide 1,95 mm y la hembra paratipo 1,62 mm.